# Пинангский мост
Пинангский мост (малайск. Jambatan Pulau Pinang) — вантовый мост, соединяющий город Гелугор на острове Пинанг с материковой частью штата Пинанг — Себеранг-Перай на Малаккском полуострове.
Строительство было начато в 1982 году, открытие моста для общественного транспорта состоялось 14 сентября 1985 года. Затраты на строительство составили 800 миллионов малайзийских ринггитов (175 миллионов евро), за исключением расходов на покупку земли. Общая длина моста составляет 13,5 км, что делает его одним из самых длинных в мире и самым длинным мостом на территории Юго-Восточной Азии. Со 2 марта 2014 года действует новый, Второй Пинангский Мост ( Sultan Abdul Halim Muadzam Shah Bridge), длиной 24 километра.
Пинангский мост является символом острова Пинанг.